# Greta Vaillant
Pour les articles homonymes, voir Vaillant.
Greta Vaillant, née Josette Vaillant le 1er janvier 1942 à Rennes et morte le 7 avril 2000 à Rome, est une actrice et romancière française ayant fait carrière en Italie. Son nom au générique de ses films a parfois varié, de Greta Vayan à Gretta Vaillont.

## Biographie
Née en 1942, elle est d'abord présentatrice à la station régionale de l'Office de radiodiffusion-télévision française à Rennes, ORTF Télé-Bretagne, puis mannequin à l'international. Vaillant fait ses débuts au cinéma en tant qu'actrice principale dans Balsamus, l'homme de Satan, le premier film de 1970 du réalisateur Pupi Avati et de l'acteur Gianni Cavina. Elle travaille à nouveau avec Avati en 1976 dans La Cage aux minets et en 1977 dans Tutti defunti... tranne i morti. Elle est apparue dans de nombreux films de genre Italiens.
En 1985, elle est l'égérie de la publicité Barilla réalisée par Federico Fellini. En 2000, Vaillant écrit son unique roman, Le Géant des sables. Elle meurt d'une rupture d'anévrisme quelques semaines après sa publication. Elle repose au cimetière de l'Est à Rennes.

## Filmographie

### Cinéma
- 1969 : La Rançon de la chair (Vergogna schifosi) de Mauro Severino
- 1970 : Balsamus, l'homme de Satan (Balsamus l'uomo di Satana) de Pupi Avati : Lorenza
- 1971 : Homo eroticus de Marco Vicario : Une amie de Cocò
- 1971 : Moi, la femme (Noi donne siamo fatte così) de Dino Risi
- 1973 : Ce cochon de Paolo (Paolo il caldo) de Marco Vicario : Elisabeth
- 1973 : Les Nouveaux Contes de Canterbury (Canterbury n° 2 - Nuove storie d'amore del '300) de Roberto Loyola : Madame Charlotte
- 1973 : Un homme appelé Karaté (Sette ore di violenza per una soluzione imprevista) de Michele Massimo Tarantini : Greta Bapadopulos
- 1975 : Elles en veulent (it) (La cognatina) de Sergio Bergonzelli : Sabina
- 1975 : La Fille d'Emmanuelle de Jean Luret : Emmanuelle
- 1976 : La Cage aux minets (Bordella) de Pupi Avati
- 1976 : E tanta paura de Paolo Cavara : Laura Falconieri
- 1976 : Deux Idiots à Monte-Carlo (Tutti possono arricchire tranne i poveri) de Mauro Severino
- 1976 : Contronatura (it) d'Amasi Damiani
- 1977 : Tutti defunti... tranne i morti de Pupi Avati : Hilde
- 1977 : La regia è finita d'Amasi Damiani
- 1978 : Intérieur d'un couvent (Interno di un convento) de Walerian Borowczyk
- 1979 : Cher papa (Caro papà) de Dino Risi
- 1979 : Eros Perversion (it) de Ron Wertheim
- 1985 : The Assisi Underground d'Alexander Ramati (en) : Rita Maionica
- 1987 : Sicilian Connection (it) de Tonino Valerii : Sofia Catalano
- 1988 : Casa mia, casa mia... (it) de Neri Parenti
- 1990 : La Fuite au paradis (Fuga dal paradiso) d'Ettore Pasculli (it)
- 2000 : Teste di cocco (it) d'Ugo Fabrizio Giordani (it) : Etologa

### Télévision
- 1975 : Una città in fondo alla strada (it), télésuite de Mauro Severino : Une touriste
- 1978 : Le Retour du Saint (Return of the Saint), série télévisée créée pr Leslie Charteris : Inga
- 1985 : Un uomo in trappola (it), télésuite de Vittorio De Sisti : Faustina
- 1994 : Deux Fois vingt ans (Due volte vent'anni), téléfilm de Livia Giampalmo (it) : Mme Royer

## Publication
- 2000 : Le Géant des sables